# Maria-Thaddeus von Trauttsmandorff Weinsberg
Maria-Thaddeus von Trauttsmandorff Weinsberg (né le 28 mai 1761 à Graz en Styrie et mort le 20 janvier 1819 à Vienne) est un cardinal autrichien du XIXe siècle.

## Biographie
Trauttsmandorff est élu évêque de Königgratz (de) en royaume de Bohême en 1795 et prince-archevêque d'Olomouc en 1811. Le pape Pie VII le crée cardinal lors du consistoire du 23 septembre 1816. Le cardinal-archiduc Rodolphe d'Autriche lui succède à Olomouc.

### Source
- Fiche du cardinal sur le site de la FIU